# Прокопий Сазавский
Прокопий Сазавский (лат. Procopius Sazavensis, чеш. Prokop Sázavský; ок. 970, Хотоунь — 25 марта 1053, Сазава) — чешский пустынник, святой, основатель и первый настоятель Сазавского монастыря. Почитается как святой в католичестве (канонизирован в 1204 году) и в православии.

## Биография

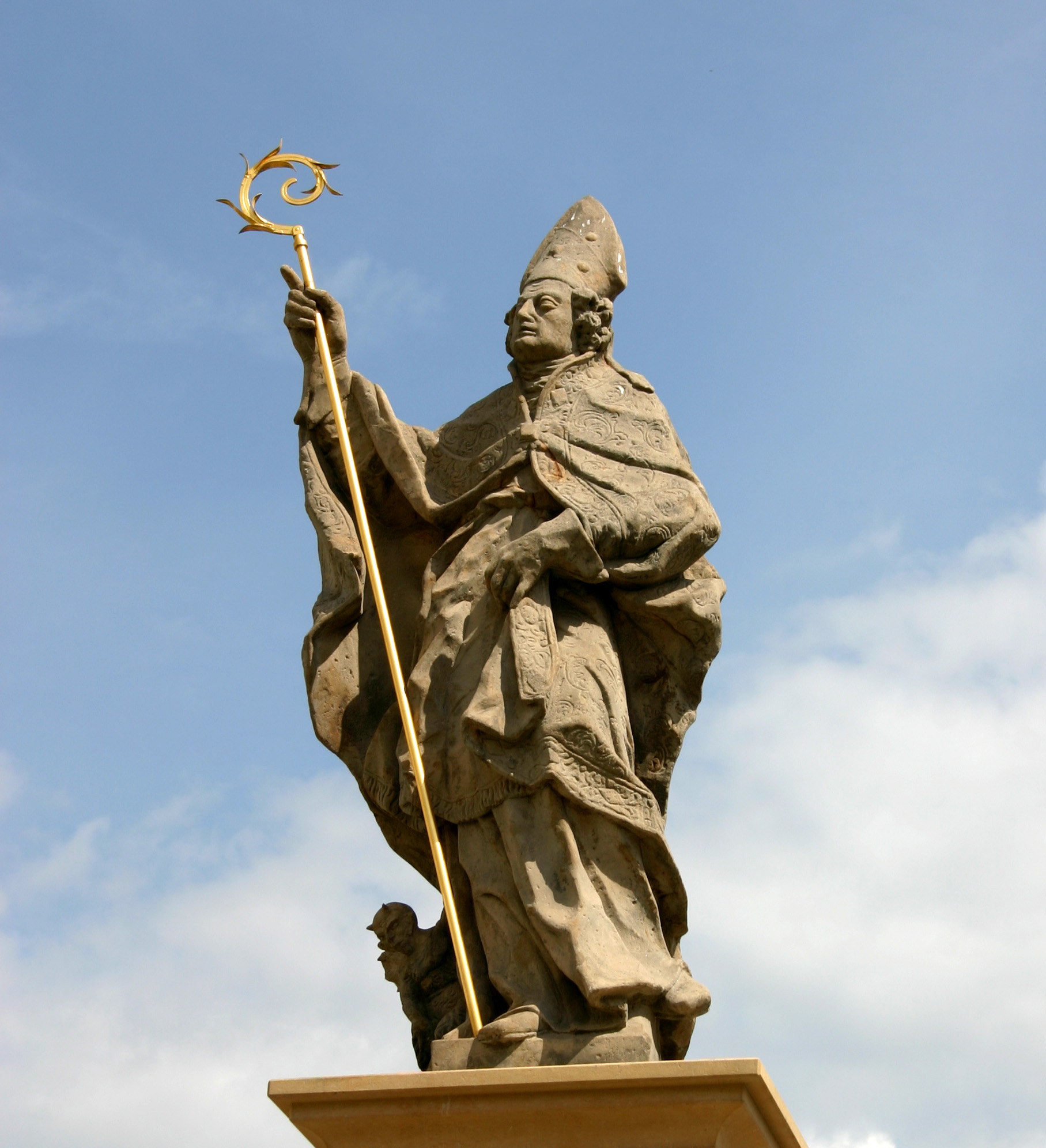
Памятник Прокопию Сазаевскому в Мосте

Прокопий родился около 970 года в земанской крепости в селении Хотоунь, его родителей звали Вит и Божена. Получил хорошее образование в славянской школе в Вышеграде (по некоторым данным — в Велеграде) и был рукоположён в священники. Был женат, от брака родился сын Эммерам (Йимрам).
Позднее избрал монашескую жизнь и поселился в Бржевновском монастыре.
После уничтожения рода Славниковичей правящей династией Пржемысловичей поселился в пещере в Далеях у Йинониц недалеко от Праги. Согласно приписке в глаголической части рукописи, он создал кириллическую часть евангелия, причём обе части вошли позже в состав т. н. реймсского евангелия.
Затем св. Прокопий поселился в лесах в долине реки Сазава, где вёл аскетическую жизнь и трудился — вырубал лес и возделывал землю. Согласно легенде, однажды местные жители увидели св. Прокопа, пашущего поле на запряжённом в плуг чёрте, которого он погонял крестом.
Постепенно рядом с Прокопием поселяются его ученики жаждущие иноческой жизни, и под покровительством князя Ольдржиха возникает монастырь, первым игуменом которого и стал св. Прокопий. Монастырю покровительствует и сын Ольдржиха, Бржетислав I. В качестве устава монастыря был выбран устав св. Василия Великого с некоторыми чертами устава св. Бенедикта. Монастырь был центром славянской культуры и последним местом в Чехии, где совершалось богослужение на церковнославянском языке.

## Почитание
В 1204 году святой Прокопий стал первым чешским святым, официально канонизированным римским папой — Иннокентием III. Прокопий — один из святых покровителей Чехии, в 1588 году его мощи были перенесены в часовню Всех Святых в Праге.
Житие святого Прокопия, написанное по-старославянски вскоре после возвращения сазавских монахов из угорского изгнания, не сохранилось. Сохранился только латинский перевод 1097 года в рукописях XIII—XIV веков.
Архиепископ Филарет (Гумилевский) поместил его житие в написанные им «Жития святых, чтимых православной Церковью» (1885) под 1 апреля. После создания Православной церкви Чешских земель и Словакии святой Прокопий стал в ней широко почитаться. Митрополит Дорофей (Филип) назвал его светилом чешского народа, искренним патриотом, верным стражем Кирилло-Мефодиевского наследия и величайшим подвижником; был основан монастырь преподобного Прокопия Сазавского в Мосте (Чехия). 9 марта 2017 года решением Священного синода Русской православной церкви имя «преподобного Прокопия, игумена Сазавского» было внесено в месяцеслов Русской православной церкви.